# (1999) Hirayama
(1999) Hirayama (1973 DR) ist ein Asteroid des Hauptgürtels, der am 27. Februar 1973 vom tschechischen Astronomen Luboš Kohoutek in der Hamburger Sternwarte (Bergedorf) entdeckt wurde.
Der Asteroid wurde nach dem japanischen Astronomen Kiyotsugu Hirayama (1874–1943) benannt.